# Mohammed Al-Hardan
Mohammed Al-Hardan (arab. محمد الحردان; ur. 6 października 1997 w Al-Muharrak) – bahrajński piłkarz występujący na pozycji pomocnika w bahrajńskim klubie Al-Muharraq SC oraz w reprezentacji Bahrajnu, U-23 i U-22.

## Kariera klubowa

### Vejle BK
1 lipca 2017 podpisał kontrakt z zespołem Vejle BK, w którym zadebiutował 12 maja 2018 w meczu 1. division przeciwko Skive IK (0:3). W sezonie 2017/18 wraz z zespołem zajął pierwsze miejsce w tabeli zdobywając mistrzostwo 1. division.

### Sfîntul Gheorghe Suruceni
26 sierpnia 2018 udał się na półroczne wypożyczenie do klubu Sfîntul Gheorghe Suruceni. Zadebiutował 21 października 2018 w meczu Divizia Națională przeciwko Petrocub Hîncești (0:0).

### Aiginiakos F.C.
29 stycznia 2019 udał się na półroczne wypożyczenie do klubu Aiginiakos F.C.. Zadebiutował 6 marca 2019 w meczu Gamma Ethniki przeciwko A.E. Karaiskakis F.C. (1:2).

### Al-Muharraq SC
31 sierpnia 2019 podpisał kontrakt z klubem Al-Muharraq SC.

## Kariera reprezentacyjna

### Bahrajn U-19
W 2016 otrzymał powołanie do reprezentacji Bahrajnu U-19. Zadebiutował 13 października 2016 w meczu Mistrzostw Azji U-19 2016 przeciwko reprezentacji Arabii Saudyjskiej U-19 (3:2), w którym zdobył bramkę.

### Bahrajn U-20
W 2017 otrzymał powołanie do reprezentacji Bahrajnu U-20, w której zadebiutował 30 maja 2017 na Turnieju w Tulonie 2017 w meczu przeciwko reprezentacji Wybrzeża Kości Słoniowej U-20 (1:0).

### Bahrajn U-22
W 2019 otrzymał powołanie do reprezentacji Bahrajnu U-22. Zadebiutował 3 czerwca 2019 na Turnieju w Tulonie 2019 w meczu przeciwko reprezentacji Meksyku U-22 (2:0). Pierwszą bramkę zdobył 6 czerwca 2019 w meczu przeciwko reprezentacji Chin U-22 (4:1).

### Bahrajn U-23
W 2018 otrzymał powołanie do reprezentacji Bahrajnu U-23. Zadebiutował 15 sierpnia 2018 w meczu fazy grupowej Igrzysk Azjatyckich 2018 w meczu przeciwko reprezentacji Korei Południowej U-23 (6:0). Pierwszą bramkę zdobył 20 sierpnia 2018 w meczu przeciwko reprezentacji Malezji U-23 (2:3).

### Bahrajn
W 2018 otrzymał powołanie do reprezentacji Bahrajnu. Zadebiutował 6 września 2019 w meczu towarzyskim przeciwko reprezentacji Filipin (1:1). Wystąpił w trzech spotkaniach Pucharu Azji Zachodniej 2019, który zdobył po zwycięstwie w finale nad reprezentacją Iraku (0:1). Pierwszą bramkę zdobył 15 października 2019 w meczu eliminacji do Mistrzostw Świata 2022 przeciwko reprezentacji Iranu (1:0). Wystąpił w dwóch spotkaniach Pucharu Zatoki Perskiej 2019, który wraz z drużyną wygrał po zwycięskiej serii rzutów karnych w finale przeciwko reprezentacji Iraku (2:2, k. 3:5).

## Statystyki

### Klubowe
(aktualne na dzień 19 sierpnia 2020)
| Klub                             | Sezon              | Liga               | Liga  | Liga   | Puchar kraju | Puchar kraju | Suma  | Suma   |
| Klub                             | Sezon              | Liga               | Mecze | Bramki | Mecze        | Bramki       | Mecze | Bramki |
| -------------------------------- | ------------------ | ------------------ | ----- | ------ | ------------ | ------------ | ----- | ------ |
| Vejle BK                         | 2017/18            | 1. division        | 2     | 0      | –            | –            | 2     | 0      |
| Vejle BK                         | Ogólnie            | Ogólnie            | 2     | 0      | 0            | 0            | 2     | 0      |
| Sfîntul Gheorghe Suruceni (wyp.) | 2018               | Divizia Națională  | 4     | 0      | –            | –            | 4     | 0      |
| Sfîntul Gheorghe Suruceni (wyp.) | Ogólnie            | Ogólnie            | 4     | 0      | 0            | 0            | 4     | 0      |
| Aiginiakos F.C. (wyp.)           | 2018/19            | Gamma Ethniki      | 6     | 0      | –            | –            | 6     | 0      |
| Aiginiakos F.C. (wyp.)           | Ogólnie            | Ogólnie            | 6     | 0      | 0            | 0            | 6     | 0      |
| Ogólnie w karierze               | Ogólnie w karierze | Ogólnie w karierze | 12    | 0      | 0            | 0            | 12    | 0      |

### Reprezentacyjne
(aktualne na dzień 19 sierpnia 2020)
| Reprezentacja | Rok     | Mecze | Bramki |
| ------------- | ------- | ----- | ------ |
| Bahrajn U-19  | 2016    | 3     | 2      |
| Ogólnie       | Ogólnie | 3     | 2      |
| Bahrajn U-20  | 2017    | 3     | 0      |
| Ogólnie       | Ogólnie | 3     | 0      |
| Bahrajn U-22  | 2019    | 4     | 1      |
| Ogólnie       | Ogólnie | 4     | 1      |
| Bahrajn U-23  | 2018    | 4     | 2      |
| Bahrajn U-23  | 2020    | 2     | 0      |
| Ogólnie       | Ogólnie | 6     | 2      |
| Bahrajn       | 2018    | 4     | 0      |
| Bahrajn       | 2019    | 9     | 1      |
| Ogólnie       | Ogólnie | 13    | 1      |

| Mecze i gole w reprezentacji | Mecze i gole w reprezentacji | Mecze i gole w reprezentacji | Mecze i gole w reprezentacji  | Mecze i gole w reprezentacji | Mecze i gole w reprezentacji | Mecze i gole w reprezentacji |
| Reprezentacja U-19           | Reprezentacja U-19           | Reprezentacja U-19           | Reprezentacja U-19            | Reprezentacja U-19           | Reprezentacja U-19           | Reprezentacja U-19           |
| Lp.                          | Data                         | Miejsce                      | Przeciwnik                    | Wynik                        | Gol                          | Rozgrywki                    |
| ---------------------------- | ---------------------------- | ---------------------------- | ----------------------------- | ---------------------------- | ---------------------------- | ---------------------------- |
| 1.                           | 13.10.2016                   | Manama, Bahrajn              | Arabia Saudyjska U-19         | 3:2                          | Gol                          | AFC U-19 2016                |
| 2.                           | 16.10.2016                   | Manama, Bahrajn              | Korea Południowa U-19         | 2:1                          |                              | AFC U-19 2016                |
| 3.                           | 19.10.2016                   | Manama, Bahrajn              | Tajlandia U-19                | 3:2                          | Gol                          | AFC U-19 2016                |
| Reprezentacja U-20           |                              |                              |                               |                              |                              |                              |
| Lp.                          | Data                         | Miejsce                      | Przeciwnik                    | Wynik                        | Gol                          | Rozgrywki                    |
| 1.                           | 30.05.2017                   | Aubagne, Francja             | Wybrzeże Kości Słoniowej U-20 | 1:0                          |                              | Turniej w Tulonie 2017       |
| 2.                           | 02.06.2017                   | Fos-sur-Mer, Francja         | Walia U-20                    | 0:1                          |                              | Turniej w Tulonie 2017       |
| 3.                           | 05.06.2017                   | Aubagne, Francja             | Francja U-19                  | 1:6                          |                              | Turniej w Tulonie 2017       |
| Reprezentacja U-22           |                              |                              |                               |                              |                              |                              |
| Lp.                          | Data                         | Miejsce                      | Przeciwnik                    | Wynik                        | Gol                          | Rozgrywki                    |
| 1.                           | 03.06.2019                   | Aubagne, Francja             | Meksyk U-22                   | 2:0                          |                              | Turniej w Tulonie 2019       |
| 2.                           | 06.06.2019                   | Fos-sur-Mer, Francja         | Chiny U-22                    | 4:1                          | Gol                          | Turniej w Tulonie 2019       |
| 3.                           | 09.06.2019                   | Vitrolles, Francja           | Irlandia U-21                 | 0:1                          |                              | Turniej w Tulonie 2019       |
| 4.                           | 11.06.2019                   | Mallemort, Francja           | Katar U-22                    | 1:1, k. 2:4                  |                              | Turniej w Tulonie 2019       |
| Reprezentacja U-23           |                              |                              |                               |                              |                              |                              |
| Lp.                          | Data                         | Miejsce                      | Przeciwnik                    | Wynik                        | Gol                          | Rozgrywki                    |
| 1.                           | 15.08.2018                   | Soreang, Indonezja           | Korea Południowa U-23         | 6:0                          |                              | Igrzyska Azjatyckie 2018     |
| 2.                           | 17.08.2018                   | Soreang, Indonezja           | Kirgistan U-23                | 2:2                          |                              | Igrzyska Azjatyckie 2018     |
| 3.                           | 20.08.2018                   | Soreang, Indonezja           | Malezja U-23                  | 2:3                          | Gol · Gol                    | Igrzyska Azjatyckie 2018     |
| 4.                           | 23.08.2018                   | Bekasi, Indonezja            | Wietnam U-23                  | 1:0                          |                              | Igrzyska Azjatyckie 2018     |
| 5.                           | 08.01.2020                   | Bangkok, Tajlandia           | Tajlandia U-23                | 5:0                          |                              | AFC U-23 2020                |
| 6.                           | 14.01.2020                   | Bangkok, Tajlandia           | Australia U-23                | 1:1                          |                              | AFC U-23 2020                |
| Reprezentacja                |                              |                              |                               |                              |                              |                              |
| Lp.                          | Data                         | Miejsce                      | Przeciwnik                    | Wynik                        | Gol                          | Rozgrywki                    |
| 1.                           | 06.09.2018                   | Ar-Rifa, Bahrajn             | Filipiny                      | 1:1                          |                              | Mecz towarzyski              |
| 2.                           | 10.09.2018                   | Ar-Rifa, Bahrajn             | Chiny                         | 0:0                          |                              | Mecz towarzyski              |
| 3.                           | 16.10.2018                   | Ar-Rifa, Bahrajn             | Mjanma                        | 4:1                          |                              | Mecz towarzyski              |
| 4.                           | 19.11.2018                   | Bauszar, Oman                | Oman                          | 2:1                          |                              | Mecz towarzyski              |
| 5.                           | 04.08.2019                   | Irbil, Irak                  | Jordania                      | 0:1                          |                              | Puchar Azji Zachodniej 2019  |
| 6.                           | 10.08.2019                   | Irbil, Irak                  | Kuwejt                        | 0:1                          |                              | Puchar Azji Zachodniej 2019  |
| 7.                           | 14.08.2019                   | Karbala, Irak                | Irak                          | 0:1                          |                              | Puchar Azji Zachodniej 2019  |
| 8.                           | 09.10.2019                   | Ar-Rifa, Bahrajn             | Azerbejdżan                   | 2:3                          |                              | Mecz towarzyski              |
| 9.                           | 15.10.2019                   | Ar-Rifa, Bahrajn             | Iran                          | 1:0                          | Gol                          | el. MŚ 2022                  |
| 10.                          | 14.11.2019                   | Wan Chai, Hongkong           | Hongkong                      | 0:0                          |                              | el. MŚ 2022                  |
| 11.                          | 19.11.2019                   | Amman, Jordania              | Irak                          | 0:0                          |                              | el. MŚ 2022                  |
| 12.                          | 30.11.2019                   | Doha, Katar                  | Arabia Saudyjska              | 0:2                          |                              | Puchar Zatoki Perskiej 2019  |
| 13.                          | 05.12.2019                   | Doha, Katar                  | Irak                          | 2:2, k. 3:5                  |                              | Puchar Zatoki Perskiej 2019  |

## Sukcesy

### Vejle BK
- Mistrzostwo 1. division (1×): 2017/2018

### Reprezentacyjne
- Puchar Azji Zachodniej (1×): 2019
- Puchar Zatoki Perskiej (1×): 2019